# Concepturo
Concepturo é o feto que ainda está para ser concebido. Desse modo, ao comparar os termos Nascituro e Concepturo, ambos abordados no Código Civil brasileiro de 2002, "o nascituro é o ser que já foi concebido e ainda não nasceu, enquanto que o concepturo ainda não foi concebido, embora haja a esperança de que venha a ser".
O conceito de Concepturo está descrito no Código Civil de 2002, no artigo 1798, 1799, inciso I, e 1800 quando trata do Direito das Sucessões, quando, por exemplo, um avô deixa sua herança para um neto que ainda não foi concebido. De acordo com o artigo 1799, podem ser chamados a suceder: I – os filhos, ainda não concebidos, de pessoas indicadas pelo testador, desde que vivas ao abrir-se a sucessão. O Código Civil, aqui, pretendeu dar amparo ao chamado concepturo, do latim concepturus: aquele que há de ser concebido, porém, ainda não o foi. Aberta a sucessão, a herança será confiada a um curador que deve ser designado pelo juiz. Nascendo com vida, a criança usufruirá dos bens como previsto. Contudo, decorrendo dois anos após a morte do testador e não havendo a concepção do futuro herdeiro, caso o testamento não indique contrariedade, a herança percorrerá a vocação hereditária.
No caso de concepção do herdeiro sem o nascimento deste, devido a morte intra-utero, de acordo com Pontes de Miranda, "quando o filho de A nasce morto, o herdeiro é outra pessoa, porque o filho de A não foi herdeiro. Não houve herdeiro nem herança sob condição resolutiva; nem retroatividade, nem qualquer efeito de suspensividade aposta ao negócio jurídico do testamento, nem criada pela lei sobre sucessão legítima." Assim, parte-se da ideia que o herdeiro nunca existiu, portanto ocorre a vocação hereditária do mesmo modo, como se ele nunca tivesse sido concebido, pois seguindo o artigo 2º, do Código Civil de 2002, os direitos hereditários são efetivamente adquiridos apenas com nascimento com vida. 